# Sam Rainsy
Sam Rainsy (in khmer: សម រង្ស៊ី; Phnom Penh, 10 marzo 1949) è un politico cambogiano.

## Biografia

### Origini
Il padre Sam Sary Rainsy fece parte del governo cambogiano negli anni cinquanta, finché nel 1959 fu costretto a fuggire dal paese a causa di sospetti di coinvolgimento in un complotto contro Norodom Sihanouk. La madre, In Em, fu la prima donna cambogiana a sostenere l'esame di maturità. 
Nel 1965 si recò a studiare in Francia, per poi trovare impiego in diverse finanziarie. Nel 1971 ha sposato Saumura Tioulong, anch'ella parlamentare, dalla quale ha avuto tre figli: Patrice Sam, Muriel Sam e Rachel Sam.

### Carriera politica

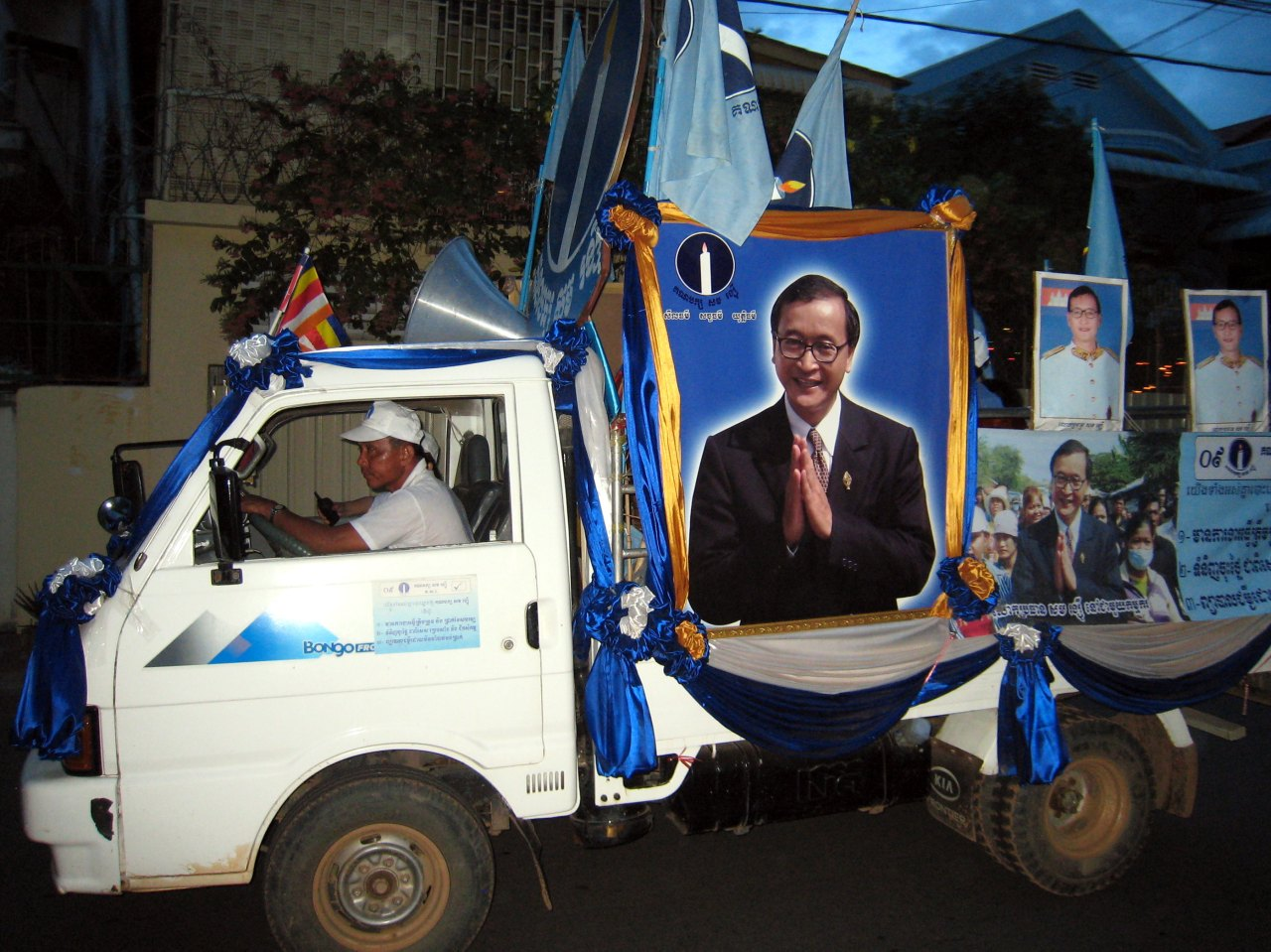
Un mezzo della campagna elettorale del Sam Rainsy Party.

La sua carriera politica incominciò alla fine degli anni ottanta, quando divenne membro del Funcinpec e rappresentante del principe Norodom Ranariddh in Europa.
Rientrato in Cambogia nel 1992, fu eletto membro del Parlamento in rappresentanza della provincia di Siem Reap nelle elezioni dell'anno successivo. In seguito al successo del Funcinpec entrò nel governo come Ministro delle finanze. Fu però espulso dal partito e dall'Assemblea Nazionale a seguito di un voto di sfiducia nel 1994.
Nel 1995 fondò il Khmer Nation Party (KNP), che prima delle elezioni del 1998 dovette cambiare nome diventando il Sam Rainsy Party (SRP).. Fu eletto al parlamento in rappresentanza della provincia di Kampong Cham e il partito raggiunse il 14% dei voti e 15 seggi. Durante la campagna elettorale Sam Rainsy e il suo movimento sono stati vittime di diversi attacchi personali: a una manifestazione del marzo 1997 fu lanciata contro di lui una granata che uccise 16 suoi sostenitori.
La stessa cosa accadde alle successive elezioni del 2003, quando durante la campagna elettorale furono uccisi una ventina di candidati o attivisti del SRP. Il partito salì comunque al 22% dei voti, affermandosi come seconda forza del paese dietro il Partito Popolare Cambogiano di Hun Sen. Dopo uno stallo di quasi un anno, il Funcinpec si alleò con Hun Sen, raggiungendo i numeri necessari a governare.
Sam Rainsy, rifiutando la situazione e accusando gli altri due partiti di avere violato le regole costituzionali, abbandonò il paese il 3 febbraio 2005, temendo un arresto in seguito a una votazione parlamentare a porte chiuse che privò dell'immunità lui e i suoi colleghi di partito Chea Poch e Cheam Channy.
Chea Poch si dette alla macchia, mentre Cheam Channy fu effettivamente arrestato la sera stessa e imprigionato sotto custodia militare. Processato nell'agosto del 2005 con l'accusa di aver creato una milizia armata illegale, fu condannato a 7 anni. Varie organizzazioni umanitarie internazionali ne chiesero a lungo il rilascio. Sam Rainsy fu invece accusato di diffamazione verso gli esponenti del governo, per aver affermato che Norodom Ranariddh (leader del Funcinpec) si era fatto corrompere per dare il suo appoggio a Hun Sen e che quest'ultimo era coinvolto nell'assassino del leader sindacale Chea Vichea, avvenuto il 22 gennaio 2004. Fu processato e condannato in contumacia il 22 dicembre 2005 a 18 mesi di carcere e a una multa di 14.000 dollari.
La pressione dell'opinione pubblica internazionale e del governo americano su Hun Sen portò al perdono reale di re Norodom Sihamoni il 5 febbraio 2006, grazie al quale Cheam Channy fu scarcerato e Sam Rainsy rientrò in Cambogia il 10 febbraio 2006.
Nell'aprile 2008, Sam Rainsy accusò l'allora ministro degli esteri Hor Namhong di aver prestato servizio sotto i Khmer rossi come direttore della prigione di Beoung Trabek, dove furono condotte torture e omicidi. Hor Namhong rispose citando Rainsy per diffamazione e questo venne confermato dai tribunali della Cambogia, ma il caso di Hor Namhong è stato respinto nell'aprile 2011 dalla Corte di cassazione francese.
Nel 2009 le proteste di Sam Rainsy contro gli accordi per la demarcazione del confine tra Cambogia e Vietnam, da lui ritenuti contrari all'interesse nazionale, hanno portato il governo vietnamita a emettere una nota dura di protesta. Rainsy si è posto alla guida di una rivolta locale nella provincia di Svay Rieng contro la posa delle pietre di confine ed è stato accusato nell'ottobre 2009 di incitamento alla rivolta e distruzione di proprietà. Nuovamente privato in novembre dell'immunità parlamentare, il tribunale provinciale ha emesso un mandato di arresto nei suoi confronti il 1º gennaio 2010, dopo che non si era presentato in udienza. Condannato in contumacia il 27 gennaio, si recò in esilio forzato in Francia.

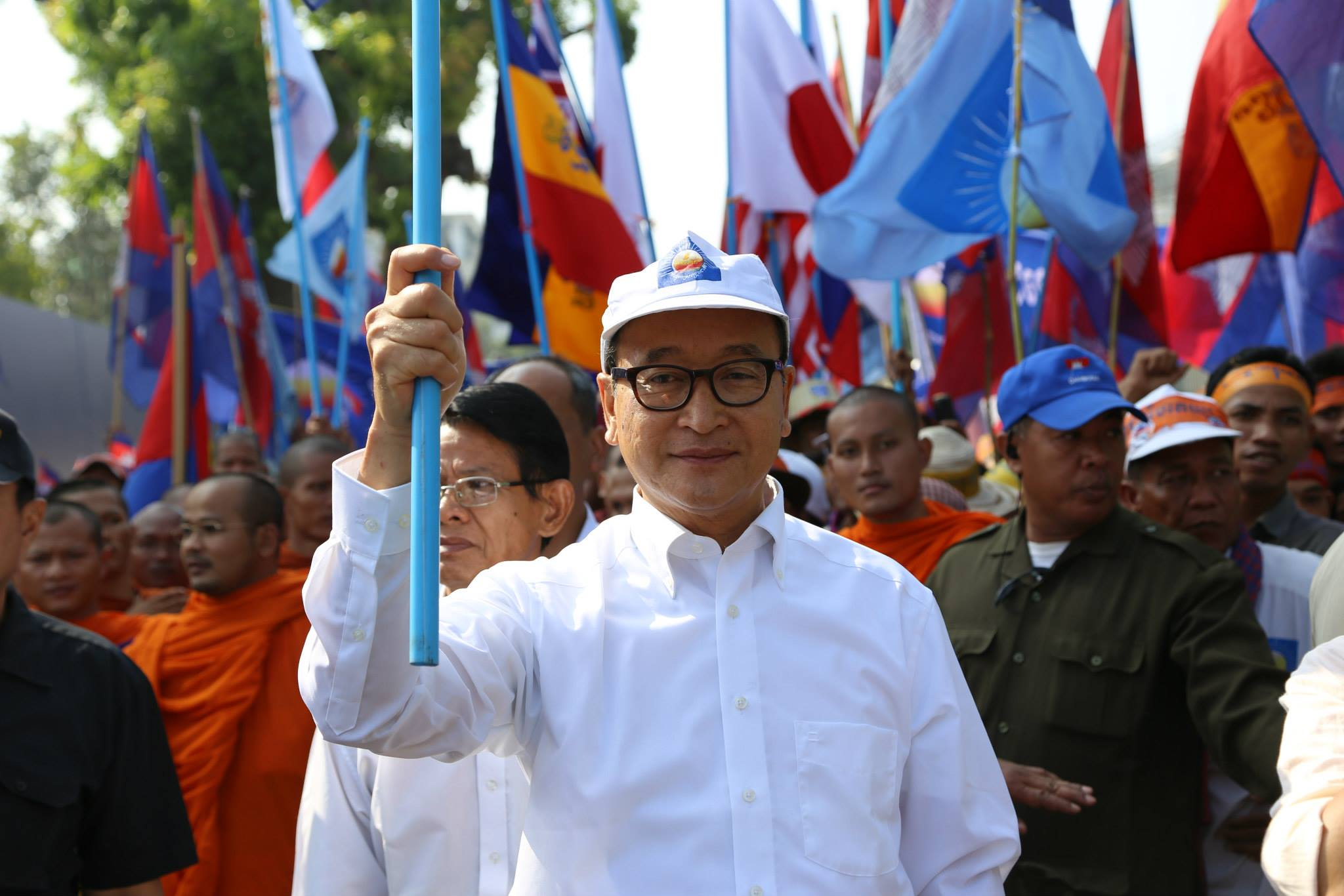
Rainsy alla guida di una manifestazione a Phnom Penh il 24 ottobre 2013.

Dopo l'annuncio di Sam Rainsy del 7 luglio 2013, di voler tornare in Cambogia per le elezioni legislative nazionali, è stato graziato per la "diffamazione" di Hor Namhong da parte del re Norodom Sihamoni su richiesta del primo ministro Hun Sen. Tornato in Cambogia il 19 luglio 2013, ha guidato il suo partito a un risultato storico, ottenendo per la prima volta il 45% dei seggi. Il 22 luglio 2014, la crisi politica in corso dal 2013 è stata ufficialmente conclusa con un accordo raggiunto tra il Partito Popolare Cambogiano e il CNRP. L'opposizione ha anche accettato i propri seggi in parlamento, ponendo così fine al più lungo stallo politico nella storia cambogiana. Al CNRP sono stati assegnati ruoli di leadership in parlamento, con Kem Sokha come primo vice presidente dell'Assemblea nazionale e altri politici che presiedono 5 delle 10 commissioni parlamentari.
Il 13 novembre 2015 venne ritirato il perdono reale che era stato concesso a Rainsy nel 2013 e dopo tre giorni fu rimosso dall'Assemblea nazionale. Il 1º dicembre 2015 il tribunale municipale di Phnom Penh lo ha citato in giudizio per chiarire alcune affermazioni pubblicate sul suo account Facebook, in seguito a una denuncia per diffamazione da parte del presidente del parlamento Heng Samrin.
L'11 febbraio 2017 Rainsy fu costretto a rassegnare le dimissioni dalla presidenza del Partito della Salvezza Nazionale della Cambogia, in seguito a una legge proposta dal primo ministro Hun Sen che ha escluso i condannati dalla guida di un partito politico. Il suo successore come leader, Kem Sokha è stato arrestato il 3 settembre 2017.